# 深津英臣
深津英臣（日語：ふかつ ひでおみ，1990年6月1日—）是日本男子排球運動員和國家排球隊成員。目前效力於SV聯賽名古屋狼犬隊，也因此參加了2013年世界男排俱樂部錦標賽。

## 外部連結
- 頁面 （页面存档备份，存于）於FIVB.org